# Typhlops canlaonensis
Typhlops canlaonensis este o specie de șerpi din genul Typhlops, familia Typhlopidae, descrisă de Taylor 1917. Conform Catalogue of Life specia Typhlops canlaonensis nu are subspecii cunoscute.